# Banket častnikov civilne garde Calivermen, Haarlem
'Banket častnikov civilne garde Calivermen', Haarlem, prej znan kot Banket častnikov čete milice St Adrian leta 1627, se nanaša na schutterstuk, ki ga je leta 1627 naslikal Frans Hals za sv. Adrijana (ali sv. Hadrijana). ) državljansko stražo Haarlema. Danes velja za eno glavnih znamenitosti muzeja Fransa Halsa v Haarlemu.

## Opis
Za razliko od drugih schutterstukkenov, pri katerih je vsako krilo v barvi okrožja rot ali civilne straže, na tej sliki vsi častniki nosijo barve nizozemske zastave - oranje-blanje-bleu oziroma Knežja zastava (nizozemsko Prinsenvlag). Vendar pa je mogoče opaziti nekaj majhnih razlik med zastavonošami, Adriaen Matham na levi drži klobuk z modrim perjem in nosi večinoma modro barvo v pasu, na njegovi levi praporščak Loth Schout, ki nosi bel suknjič, in stoji na desni ob oknu praporščak Pieter Ramp, oblečen v suknjič z ljubkimi izrezanimi rokavi z oranžnim brokatom in oranžnim peresom v klobuku.
V času, ko je Hals naredil to sliko, je imel Haarlem tri okrožja državljanske straže, razdeljene med različne rot-masters. Častnike je izbral svet Haarlema za tri leta in ta skupina je pravkar končala svoj mandat in svoj konec službe proslavila s portretom. Moški z oranžnim pasom, ki sedi za mizo na levi in gleda Adriaena Mathama, je Willem Claesz Voogt, na čelu mize.
Predstavljeni možje so od leve proti desni praporščak Adriaen Matham, praporščak Loth Schout, polkovnik Willem Claesz Voogt, fiskal Johan Damius, kapitan Johan Schatter (sedi spredaj), kapitan Gilles de Wildt (sedi za mizo z nožem v roki), služabnik Willem Ruychaver (stoji za njim z vrčem), kapitan Willem Warmont (sedi spredaj), praporščak Pieter Ramp, poročnik Outgert Ariss Akersloot (ponudi jed Fiscaalu Damiusu), poročnik Claes van Napels (stoji z belim perjem) in poročnik Matthys Haeswindius (sedi ob vznožju mize). Pes v spodnjem levem kotu je hrt in ime za to v nizozemščini je hazewind, kar bi lahko pomenilo razmerje med praporščakom Adriaenom Mathamom in njegovim poročnikom Haeswindiusom, ki sedita na desni.

## St. Adriansdoelen
Slika je prej visela skupaj z drugimi v stari stavbi Doelen, danes znani kot Stadsbibliotheek Haarlem. Slike Halsa in drugih so visele v glavni dvorani stavbe na Gasthuisstraat. Danes študijska dvorana, so prostor leta uporabljali kot telovadnico, nekaj starejših schutterstukken pa so z leti poškodovali navdušeni telovadci. Danes so vsi schutterstukken, ki so nekoč viseli tukaj, preneseni v muzej Fransa Halsa.